# Sassi (Nõo)
Sassi (in het begin van de 20e eeuw Sassi-Sassi; dat was ook de gebruikelijke Duitse naam) is een plaats in de Estlandse gemeente Nõo, provincie Tartumaa. De plaats heeft 39 inwoners (2021) en heeft de status van dorp (Estisch: küla).

## Geschiedenis
Sassi werd voor het eerst genoemd in 1638 onder de naam Saszi Hansz, een boerderij op het landgoed van Spankau (Pangodi). Vanaf 1749 is er sprake van twee boerderijen, Sassi Märt en Sassi Mikk. In 1909 werd de plaats genoemd als dorp Sassi-Sassi. De naam verwees waarschijnlijk naar de twee boerderijen. In 1945 heette het dorp Metsa-Sassi (‘Bos-Sassi’).